# Eriopyga rhodotrichia
Eriopyga rhodotrichia är en fjärilsart som beskrevs av George Francis Hampson 1905. Eriopyga rhodotrichia ingår i släktet Eriopyga och familjen nattflyn. Inga underarter finns listade i Catalogue of Life.